# Aitor Ruibal
Aitor Ruibal, né le 22 mars 1996 à Sallent en Espagne, est un footballeur espagnol. Ayant commencé sa carrière en tant qu'attaquant, il devient polyvalent durant sa carrière professionnelle, étant également capable de jouer aux postes d'arrière-droit ou de milieu droit.

## Biographie
Aitor Ruibal commence le football dans le club de sa ville natale, le CE Sallent, avant de rejoindre le CE Manresa puis l'UE Cornellà et le CE L'Hospitalet où il joue au poste d'avant-centre. En décembre 2015, il intègre le Betis Deportivo Balompié. Il ne peut empêcher la descente du club en Tercera División à l'issue de la saison. L'équipe andalouse remonte dès la saison suivante. Il joue sa première rencontre sous le maillot de l'équipe première du Real Betis en 2017-2018. Il termine cette saison en prêt au FC Cartagena avant d'être prêté un an au CF Rayo Majadahonda. Au sein de ce club de Segunda División, il inscrit douze buts.
En juillet 2019, Ruibal signe une prolongation de contrat avec le Real Betis. Le joueur et le club sont désormais liés jusqu'en juin 2022. Il est dans la foulée prêté pour la saison 2019-2020 au CD Leganés.
De retour au Real Betis en 2020-2021, Ruibal gagne sa place dans l'effectif de l'entraîneur Manuel Pellegrini en pré-saison. En juin 2021 est officialisée une nouvelle extension du contrat du joueur, cette fois jusqu'en juin 2025. En 2021-2022, Pellegrini, confronté à l'absence de plusieurs joueurs sur blessures, fait jouer à de nombreuses reprises Ruibal au poste d'arrière latéral, majoritairement côté droit mais également côté gauche. Ruibal remporte en fin de saison la Coupe d'Espagne. Il dispute neuf minutes de la finale où il entre en jeu à la place de Nabil Fekir.
En septembre 2024, Ruibal s'engage avec le Real Betis jusqu'en 2028.

## Statistiques
| Saison                | Club                       | Championnat           | Championnat | Championnat | Championnat | Coupe(s) nationale(s) | Coupe(s) nationale(s) | Coupe(s) nationale(s) | Supercoupe | Supercoupe | Supercoupe | Compétition(s) continentale(s) | Compétition(s) continentale(s) | Compétition(s) continentale(s) | Compétition(s) continentale(s) | Total | Total | Total |
| Saison                | Club                       | Division              | M.          | B.          | P.d.        | M.                    | B.                    | P.d.                  | M.         | B.         | P.d.       | Comp.                          | M.                             | B.                             | P.d.                           | M.    | B.    | P.d.  |
| 2015-2016             | CE L'Hospitalet            | Segunda División B    | 17          | 3           | 0           | -                     | -                     | -                     | -          | -          | -          | -                              | -                              | -                              | -                              | 17    | 3     | 0     |
| 2015-2016             | Betis Deportivo Balompié   | Segunda División B    | 18          | 4           | 0           | -                     | -                     | -                     | -          | -          | -          | -                              | -                              | -                              | -                              | 18    | 4     | 0     |
| 2016-2017             | Betis Deportivo Balompié   | Tercera División      | 27          | 9           | 0           | -                     | -                     | -                     | -          | -          | -          | -                              | -                              | -                              | -                              | 27    | 9     | 0     |
| 2017-2018             | Betis Deportivo Balompié   | Segunda División B    | 28          | 8           | 0           | 3                     | 1                     | 0                     | -          | -          | -          | -                              | -                              | -                              | -                              | 31    | 9     | 0     |
| Sous-total            | Sous-total                 | Sous-total            | 73          | 21          | 0           | 3                     | 1                     | 0                     | -          | -          | -          | -                              | -                              | -                              | -                              | 76    | 22    | 0     |
| 2017-2018             | Real Betis Balompié        | Primera División      | 2           | 0           | 0           | -                     | -                     | -                     | -          | -          | -          | -                              | -                              | -                              | -                              | 2     | 0     | 0     |
| 2020-2021             | Real Betis Balompié        | Primera División      | 28          | 2           | 2           | 2                     | 0                     | 0                     | -          | -          | -          | -                              | -                              | -                              | -                              | 30    | 2     | 2     |
| 2021-2022             | Real Betis Balompié        | Primera División      | 19          | 0           | 0           | 6                     | 1                     | 1                     | -          | -          | -          | C3                             | 8                              | 0                              | 1                              | 33    | 1     | 2     |
| 2022-2023             | Real Betis Balompié        | Primera División      | 26          | 0           | 0           | 2                     | 0                     | 1                     | 1          | 0          | 0          | C3                             | 8                              | 2                              | 0                              | 37    | 2     | 1     |
| 2023-2024             | Real Betis Balompié        | Primera División      | 18          | 2           | 1           | 3                     | 0                     | 2                     | -          | -          | -          | C3+C4                          | 5+2                            | 1+0                            | 0+1                            | 28    | 3     | 4     |
| 2024-2025             | Real Betis Balompié        | Primera División      | 29          | 1           | 3           | 2                     | 0                     | 0                     | -          | -          | -          | C4                             | 14                             | 1                              | 3                              | 45    | 2     | 6     |
| 2025-2026             | Real Betis Balompié        | Primera División      | 1           | 1           | 0           | -                     | -                     | -                     | -          | -          | -          | -                              | -                              | -                              | -                              | 1     | 1     | 0     |
| Sous-total            | Sous-total                 | Sous-total            | 123         | 6           | 6           | 15                    | 1                     | 4                     | 1          | 0          | 0          | -                              | 37                             | 4                              | 5                              | 176   | 11    | 15    |
| 2017-2018             | FC Cartagena (prêt)        | Segunda División B    | 6           | 0           | 0           | -                     | -                     | -                     | -          | -          | -          | -                              | -                              | -                              | -                              | 6     | 0     | 0     |
| 2018-2019             | CF Rayo Majadahonda (prêt) | Segunda División      | 34          | 11          | 4           | 1                     | 1                     | 0                     | -          | -          | -          | -                              | -                              | -                              | -                              | 35    | 12    | 4     |
| 2019-2020             | CD Leganés (prêt)          | Primera División      | 25          | 0           | 0           | 4                     | 0                     | 1                     | -          | -          | -          | -                              | -                              | -                              | -                              | 29    | 0     | 1     |
| Total sur la carrière | Total sur la carrière      | Total sur la carrière | 278         | 41          | 10          | 23                    | 2                     | 5                     | 1          | 0          | 0          | -                              | 37                             | 4                              | 5                              | 339   | 47    | 20    |

## Palmarès
Avec le Real Betis, Aitor Ruibal remporte la Coupe d'Espagne en 2022. Il est également finaliste de la Ligue Conférence en 2025.